# Cyphostemma megabotrys
Cyphostemma megabotrys är en vinväxtart som först beskrevs av Collett & Hemsley, och fick sitt nu gällande namn av B.V. Shetty. Cyphostemma megabotrys ingår i släktet Cyphostemma och familjen vinväxter. Inga underarter finns listade i Catalogue of Life.